# Дашковка (Смоленская область)
Дашковка — деревня в Вяземском районе Смоленской области России. Входит в состав Кайдаковского сельского поселения. Население — 11 жителей (2007 год). 
Расположена в восточной части области в 9 км к юго-востоку от Вязьмы, в 6 км восточнее автодороги Р132 Вязьма — Калуга — Тула — Рязань. В 2 км западнее деревни расположена железнодорожная станция О.п. 9-й км на линии Вязьма — Занозная. 

## История
В годы Великой Отечественной войны деревня была оккупирована гитлеровскими войсками в октябре 1941 года, освобождена в марте 1943 года.
Группа армий «Центр». "Информация о советских войсках поступала в разведотдел штаба ГА «Центр». 2 февраля 1942 года он сообщал: «…Крупные конные колонны с пехотой, продвигаясь от Жулино (24 км юго-восточнее Вязьмы) и Ежевица (17 км юго-восточнее Вязьмы), пересекли железную дорогу 2 км южнее Дашковка (12 км юго-восточнее Вязьмы). Длина колонны 10-15 км…» …2 февраля группа Белова была уже 12 км южнее Вязьмы, у д. Стогово. Однако в тот же день соединения 40-го и 13-го корпусов 4-й армии перерезали узкий коридор у Варшавского шоссе. Советские части не успели перевести через дорогу большую часть артиллерии и зенитных средств. Несмотря на это Белов получил приказ продолжать рейд, не ввязываясь в затяжные бои. С этого времени группа начала действовать в полном отрыве от главных сил фронта.(стр.149)